# Осенцы
Осенцы — деревня в Пермском районе Пермского края Российской Федерации. Входит в состав Гамовского сельского поселения.

## География
Расположена на реке Чечера (левый приток реки Пыж), примерно в 3,5 км к северо-востоку от административного центра поселения, села Гамово.
К северной окраине примыкает территория Промышленная Зона Пермского муниципального округа, к южной — деревня Ермаши.

## Население
| 2010 |
| ---- |
| 137  |

## Инфраструктура
Личное подсобное хозяйство с зоной сельскохозяйственного использования, индивидуальная застройка усадебного типа.
Основа экономики — сельское хозяйство.

## Транспорт
Остановка общественного транспорта «Осенцы».

## Топографические карты
- Лист карты O-40-77 Юг. Масштаб: 1 : 100 000. Состояние местности на 1983 год. Издание 1985 г.